# Theraps heterospilus
Theraps heterospilus és una espècie de peix pertanyent a la família dels cíclids i a l'ordre dels perciformes.

## Descripció
Fa 24 cm de llargària màxima. Cos ovalat, comprimit lateralment i amb el cap prominent i la boca petita situada a la part frontal baixa del cap. Presenta un color de fons groc clar amb tonalitats ataronjades, verdós a la part superior i rosa a la inferior (n'hi ha espècimens amb tot el cos tacat de petites marques de color negre accentuades a la part baixa del cos, però sempre presenten els mateixos colors de base). Aletes de color blau intens amb línies verdes i morades. Iris esquitxat de diversos colors. 4-7 línies transversals amb origen a la base de l'aleta caudal. Els joves tenen un color groc marró com a base, franges transversals i un color gris opac al cap. Els mascles solen ésser més grossos i tindre les aletes amb un acabat més fi, mentre que les femelles les poden presentar romes. Ambdós sexes tenen coloracions similars.

## Reproducció
Els ous són ovoides. El mascle defensa el territori de posta i, quan els ous fan la desclosa, els pares traslladen les cries a un amagatall més ampli. Després de 10 dies els peixets ja neden lliures.

## Alimentació
És un peix predominantment herbívor i, en captivitat, es nodreix d'espirulina, pèsols cuits i fulles d'enciam i espinacs.

## Hàbitat i distribució geogràfica
És un peix d'aigua dolça, bentopelàgic i de clima tropical (26 °C-30 °C), el qual viu a l'Amèrica Central: els rius Candelaria i Usumacinta al vessant atlàntic del sud de Mèxic i Guatemala.

## Observacions
És inofensiu per als humans i el seu índex de vulnerabilitat és baix (19 de 100).